# Owen Arthur
Owen Seymour Arthur (ur. 17 października 1949, zm. 27 lipca 2020) – historyk, ekonomista i polityk z Barbadosu, premier w latach 1994-2008. Przywódca Partii Pracy Barbadosu od 1993 do 2008

## Zarys biografii
Po studiach na Barbadosie i Jamajce przez kilka lat pracował w administracji państwowej tego ostatniego kraju. Po powrocie do ojczyzny, zasilił kadry Ministerstwa Finansów i Planowania. W 1983 został mianowany członkiem Senatu, a rok później uzyskał mandat w izbie niższej parlamentu. W 1993 wybrano go liderem opozycji. Po raz pierwszy stał na czele rządu w latach 1994-1999. Następną kadencję spędził znów w ławach opozycji, by po raz kolejny zwyciężyć w wyborach w 2003. 
15 stycznia 2008 Partia Pracy Barbadosu przegrała wybory parlamentarne, zdobywając tylko 10 miejsc w 30-osobowym parlamencie. 16 stycznia 2008 nowym premierem został lider zwycięskiej Demokratycznej Partii Pracy, David Thompson. 19 stycznia 2008 Arthur zrezygnował z funkcji lidera Partii Pracy Barbadosu i został zastąpiony przez Mię Mottley.